# Stu Bickel
Stu Bickel, född 2 oktober 1986, är en amerikansk professionell ishockeyspelare som spelar för Minnesota Wild i NHL. Han har tidigare spelat för New York Rangers.
Han blev aldrig draftad av något lag.